# Нафіссату Мусса Адаму
Нафіссату Мусса Адаму (1 січня 1997) — нігерська плавчиня.
Учасниця Олімпійських Ігор 2012 року.